# Естер Бекеші
Естер Бекеші (угор. Eszter Békési, 1 січня 2002) — угорська плавчиня.
Учасниця Олімпійських Ігор 2020 року, де в попередніх запливах на дистанції 200 метрів брасом посіла 25-те місце і не потрапила до півфіналів.